# Округ Либерти (Тексас)
Округ Либерти (енгл. Liberty County) је округ у америчкој савезној држави Тексас. По попису из 2010. године број становника је 75.643.

## Демографија
Према попису становништва из 2010. у округу је живело 75.643 становника, што је 5.489 (7,8%) становника више него 2000. године.
| Група             | 2000.          | 2010.          |
| Белци             | 52.289 (74,5%) | 52.321 (69,2%) |
| Афроамериканци    | 8.996 (12,8%)  | 8.202 (10,8%)  |
| Азијати           | 224 (0,3%)     | 348 (0,5%)     |
| Хиспаноамериканци | 7.660 (10,9%)  | 13.602 (18,0%) |
| Укупно            | 70.154         | 75.643         |